# Estádio Paulo Constantino
Het Estádio  Paulo Constantino, beter bekend onder de naam Prudentão, is een voetbalstadion in Presidente Prudente in de staat São Paulo. Het stadion heeft een maximale capaciteit van 45.954 en is daardoor een van de grotere stadions van het land. Soms spelen andere clubs uit São Paulo ook wedstrijden in het stadion.

## Geschiedenis
Het stadion werd geopend op 12 oktober 1982 en was aanvankelijk het thuisstadion van Corinthians, ook bekend als Corinthians-PP om het onderscheid te maken met het grote Corinthians. De club speelde lange tijd in de tweede klasse van het Campeonato Paulista. In de jaren negentig zakte de club weg naar lagere reeksen en in 2001 werd de club opgedoekt wegens financiële problemen. Presidente Prudente FC, dat in 1989 opgericht werd speelt ook in het stadion en ook Grêmio Desportivo Prudente dat in 2005 opgericht werd. In 2010 verhuisde Grêmio Barueri voor één jaar naar de stad om in het stadion te spelen en nam de naam Grêmio Prudente aan.